# Teolinda Gersão
Teolinda Maria Sanches de Castilho Gersão Gomes Moreno (Coimbra, 30 de janeiro de 1940) é uma professora universitária e premiada escritora portuguesa.

## Biografia
Frequentou o Liceu Nacional Infanta Dona Maria, atual Escola Secundária Infanta Dona Maria, em Coimbra. Estudou Germanística e Anglística na Universidade de Coimbra, Universidade de Tübingen e na Universidade de Berlim, foi leitora de português na Universidade Técnica de Berlim, docente na Faculdade de Letras da Universidade de Lisboa e posteriormente professora catedrática da Universidade Nova de Lisboa, onde ensinou literatura alemã e literatura comparada até 1995. A partir dessa data, decidiu reformar-se mais cedo e passou a dedicar-se exclusivamente à literatura.
Começou por publicar ficção regularmente aos 41 anos, embora escreva desde a infância; o primeiro livro, que não faz parte das suas obras, foi publicado aos 14 anos, em edição de autor.
Além da permanência de três anos na Alemanha, viveu dois anos em São Paulo (reflexos dessa estada surgem em alguns textos de Os Guarda-Chuvas Cintilantes, 1984), e conheceu Moçambique, cuja capital, então Lourenço Marques, é o lugar onde decorre o romance de 1997, A Árvore das Palavras.
Foi escritora residente na Universidade da Califórnia em Berkeley em 2004, esteve presente na Feira do Livro de Frankfurt em 1997 e 1999.
Está traduzida em 19 países (Espanha, França, Alemanha, Holanda, Itália, Inglaterra, República Checa, Croácia, Roménia, Bulgária, Eslováquia, Turquia, Marrocos, Canadá, Estados Unidos, Brasil, México, Colômbia, China, Japão) e publicada no Brasil. 
Algumas das suas obras foram adaptadas ao teatro, com encenações em Portugal, Alemanha e Roménia, e ao cinema, tendo vários dos seus contos dado origem a curtas e médias-metragens (Ukbar Filmes). 
A sua obra também tem sido alvo de diversos estudos académicos e teses de mestrado e doutoramento em universidades portuguesas e numerosas universidades estrangeiras. 

## Prémios e reconhecimento
Distinguida, em 2017, com o Prémio Literário Vergílio Ferreira pelo conjunto da sua obra, recebeu também outros prémios: 
- 1981 - Prémio P.E.N. Clube Português de Narrativa, pela obra O Silêncio [15]
- 1989 - Prémio P.E.N. Clube Português de Narrativa, pela obra O Cavalo de Sol [15]
- 1995 - Grande Prémio de Romance e Novela da APE, pela obra A Casa da Cabeça de Cavalo, que no ano seguinte, também foi finalista do Prémio Europeu de Romance Aristeion [16][17]
- 1999 - Prémio da Crítica do Centro Português da Association Internationale des Critiques Littéraires, pela obra Os Teclados [18]
- 2003 - Grande Prémio de Conto Camilo Castelo Branco, pela obra Histórias de Ver e Andar [19]
- 2008 - Prémio Máxima de Literatura e o Prémio Literário Fundação Inês de Castro, pela obra A Mulher que Prendeu a Chuva [20][21][10]
- 2012 - Prémio Ciranda, pela obra A Cidade de Ulisses, que em 2013 é premiada com o Prémio António Quadros[22][23]
- 2015 - Prémio Fernando Namora pela obra Passagens [24]
- 2017 - Grande Prémio de Conto Camilo Castelo Branco, pela obra Prantos, Amores e Outros Desvarios [25][19][26]
- 2021 - Grande Prémio de Literatura DST, pelo livro O Regresso de Júlia Mann a Paraty [27]

## Obra
Entre as suas obras encontram.se: 
- O Silêncio (1981)
- Paisagem com Mulher e Mar ao Fundo (1982)
- História do Homem na Gaiola e do Pássaro Encarnado (1982)
- Os Guarda-Chuvas Cintilantes (1984)
- O Cavalo de Sol (1989)
- A Casa da Cabeça de Cavalo (1995)
- A Árvore das Palavras (1997)
- Os Teclados (1999)
- Os Anjos (2000)
- O Mensageiro e Outras Histórias com Anjos (2003)
- Histórias de Ver e Andar (2003)
- A Mulher que Prendeu a Chuva (2007)
- A Cidade de Ulisses (2011)
- Os Teclados & Três Histórias com Anjos (2012)
- As Águas Livres (2013)
- Passagens (2014)
- Prantos, Amores e Outros Desvarios (2016)
- Atrás da Porta e Outras Histórias (2019) [30]
- Alice e Outras Mulheres (2020)
- O Regresso de Júlia Mann a Paraty (2021) [11]
- Autobiografia não escrita de Martha Freud (2024).